# بطولة الأمم الست للسيدات 2016
بطولة الأمم الست للسيدات 2016 (بالفرنسية: Tournoi des Six Nations féminin 2016)‏ هو الموسم 21 من  بطولة الأمم الست للسيدات. أقيم خلال الفترة 5 فبراير 2016 وحتى 20 مارس 2016، وبمشاركة  6 فريقاً، وفاز فيه منتخب فرنسا الوطني لاتحاد الرغبي للسيدات.